# Barrio el Salto San Antonio la Ciénega
Barrio el Salto San Antonio la Ciénega är en ort i kommunen San Felipe del Progreso i delstaten Mexiko i Mexiko. Samhället hade 610 invånare vid folkräkningen 2020.